# Роберт Маркуш
Роберт Маркуш (серб. Роберт Маркуш; нар. 7 жовтня 1983, Бачка-Топола) – сербський шахіст, гросмейстер від 2004 року.

## Шахова кар'єра
У 1994, 1995 і 1996 роках представляв Сербію та Чорногорію на чемпіонаті світу серед юніорів. 1999 року поділив 1-ше місце в Будапешті (турнір Elekes-B, разом з Ніколою Седлаком та Іштваном Лорінцом) і посів у цьому місті 2-ге місце на турнірі First Saturday FS05 ЇМ (позаду Blazimirem Kovaceviciem). 2000 року на гросмейстерській версії цього турніру (FS12 GM) посів 3-тє місце (позаду Теймура Раджабова і Ференца Беркеша), у 2001 році поділив 2-ге місце в Пакші (позаду Аттіли Гроспетера, разом з Андрашом Флумбортом) і переміг (разом з Гораном Тодоровичем) у Вршаці, тоді як 2002 року поділив 2-ге місце в Обреноваці (позаду Міодрага Савича, разом із, зокрема, Олегом Романишиним, Бошко Абрамовичем і Мілошем Перуновичем). 2003 року виконав три гросмейстерські норми: Суботиця (поділив 3-тє місце позаду Александира Делчева і Кіма Пілгарда), Бар (поділив 2-ге місце позаду Бранко Дамляновича) і на командному чемпіонаті Боснії і Герцеговини, поділив також 1-ше місце в Бієліні (разом з Мірчою Пирліграсом і далібором Стояновичем) і 2-ге місце в Задарі (позаду Зденко Кожула, разом із, зокрема, Маратом Макаровим і Хрвоє Стевичем). 2004 року поділив 1-ше місце на сильному турнірі за запрошенням у Рейк'явіку (разом з Яаном Ельвестом, Олексієм Дрєєвим, Емілем Сутовським, Ігорем-Александром Натафом, Володимиром Єпішиним, Яном Тімманом і Левоном Ароняном), 2005 року переміг у Рієці, тоді як у 2006 році поділив 2-ге місце у Новій Гориці (позаду Зураба Азмайпарашвілі, разом зі Зденко Кожулом, Володимиром Єпішиним і Душко Павасовичем) і в Рієці (позаду Анте Шарича, разом з Огнєном Цвітаном). 2008 року переміг у Птуї, а також поділив 1-ше місце в Агіосі-Кірікосі (разом з Хрістосом Банікасом) і в Суботиці (разом з Маріусом Манолаке і Мілошом Рогановичем), тоді як у 2009 році поділив 1-ше місце (разом з Міодрагом Савичем) у Жупані.
У 2005 і 2007 роках двічі брав участь у Кубку Світу, в обох випадках програвши свої поєдинки в 1-му раунді (відповідно Михайлові Гуревичу і Ван Хао). 
Неодноразово представляв Югославію, Сербію і Чорногорію, а також Сербію, на командних турнірах, зокрема:
- п'ять разів на шахових олімпіадах (2004, 2006, 2010, 2012, 2014)[3],
- тричі на командних чемпіонатах Європи (2005, 2007, 2009)[4],
- на шаховій олімпіаді серед юніорів до 16 років (1995)[5],
- на командному чемпіонаті Європи серед юніорів до 18 років (2000)[6].

Найвищий рейтинг Ело в кар'єрі мав станом на 1 липня 2011 року, досягнувши 2652 очок займав тоді 95-те місце в світовому рейтинг-листі ФІДЕ, одночасно займаючи 1-ше місце серед сербських шахістів.

## Особисте життя
Дружина Роберта Маркуша - словенська гросмейстер серед жінок, Ана Сребрніц.

## Зміни рейтингу
| На цьому місці має відображатися графік чи діаграма, однак з технічних причин його відображення наразі вимкнено. Будь ласка, не видаляйте код, який викликає це повідомлення. Розробники вже працюють для того, щоби відновити штатне функціонування цього графіка або діаграми. | |
| | На цьому місці має відображатися графік чи діаграма, однак з технічних причин його відображення наразі вимкнено. Будь ласка, не видаляйте код, який викликає це повідомлення. Розробники вже працюють для того, щоби відновити штатне функціонування цього графіка або діаграми. |